# Хейвенс, Френк
Френк Бе́нджамин Хе́йвенс (англ. Frank Benjamin Havens; 1 августа 1924, Арлингтон — 22 июля 2018) — американский гребец-каноист, выступал за сборную США в конце 1940-х и на всём протяжении 1950-х годов. Участник четырёх летних Олимпийских игр, чемпион Олимпийских игр в Хельсинки, серебряный призёр Олимпийских игр в Лондоне, многократный победитель и призёр регат национального значения.

## Биография
Френк Хейвенс родился 1 августа 1924 года в округе Арлингтон, штат Виргиния. Рос в спортивной семье, его отец Билл занимался академической греблей и как чемпион национального первенства должен был участвовать в Олимпийских играх 1924 года в Париже, однако он тогда решил остаться с беременной женой и отказался от этой поездки (а в дальнейшем у него больше не было возможности поучаствовать в Играх). Френк проходил подготовку в одном из каноэ-клубов Вашингтона, тренировался вместе со старшим братом Уильямом, который впоследствии тоже стал довольно известным гребцом.
Первого серьёзного успеха на взрослом международном уровне добился в возрасте 23 лет в сезоне 1948 года, когда попал в основной состав американской национальной сборной и благодаря череде удачных выступлений удостоился права защищать честь страны на летних Олимпийских играх в Лондоне. Стартовал здесь в зачёте одиночных каноэ на дистанции 10000 метров и занял итоговое второе место, уступив на финише только чехословацкому гребцу Франтишеку Чапеку, который сумел оторваться более чем на 35 секунд.
Став серебряным олимпийским призёром, Хейвенс остался в основном составе гребной команды США и продолжил принимать участие в крупнейших международных регатах. Так, в 1952 году он отправился представлять страну на Олимпийских играх в Хельсинки и завоевал золотую медаль в одиночках на десяти километрах — эту победу он посвятил своему отцу, сразу же отправив ему телеграмму. Примечательно, что до сих пор он остаётся единственным американским олимпийским чемпионом среди каноистов-одиночников. Также Хейвенс стартовал здесь на одном километре и занял в финале четвёртое место, немного не дотянув до призовых позиций.
Будучи одним из лидеров американской национальной сборной, Френк Хейвенс благополучно прошёл квалификацию на Олимпийские игры 1956 года в Мельбурне — пытался повторить здесь успех четырёхлетней давности, однако занял предпоследнее восьмое место, отстав от победившего румына Леона Ротмана почти на пять минут. Последний раз показал сколько-нибудь значимый результат на международной арене в сезоне 1960 года, когда отобрался на Олимпийские игры в Риме — на сей раз он вообще не смог пробиться в финальную стадию турнира: на предварительном этапе финишировал только восьмым, тогда как в утешительном заезде стал четвёртым.
За свою долгую спортивную карьеру Хейвенс неоднократно был чемпионом США в различных гребных дисциплинах, в частности в одиночных каноэ он в общей сложности десять раз выигрывал национальные первенства (1950—1952, 1954, 1956—1957, 1961), также несколько раз побеждал в зачёте двухместных и четырёхместных каноэ. Практически всю жизнь прожил в Вашингтоне, где занимался греблей вплоть до преклонных лет, активно участвовал в любительских и ветеранских соревнованиях. Помимо спорта, работал в страховой компании оценщиком автомобилей. В 1995 году введён в Зал спортивной славы штата Виргиния.